# 小行星7532
小行星7532（英語：7532 Pelhrimov）是一颗围绕太阳公转的小行星。1995年10月22日，米洛什·季希在克列特发现了此天体。
这颗小行星的绝对星等为328.29878等。